# Belgische Bischofskonferenz
Die Belgische Bischofskonferenz (niederl.: Belgische Bisschoppenconferentie; frz.: Conference Episcopale Belgique) ist das ständige Organ der römisch-katholischen Bischöfe in Belgien. Sie ist Mitglied im Rat der europäischen Bischofskonferenzen. Ihr gehören die Bischöfe, Weihbischöfe und emeritierten Bischöfe der Belgischen Kirchenprovinz an.

Königreich Belgien

## Präsidium
- Vorsitzender ist der Erzbischof von Mecheln-Brüssel, Jozef De Kesel
- Generalsekretär ist Herman Cosijns.

## Mitglieder der Belgischen Bischofskonferenz
- Jozef Kardinal De Kesel, Erzbischof von Mecheln-Brüssel
- Jean-Pierre Delville, Bischof von Lüttich
- Guy Harpigny, Bischof von Tournai
- Lucas Van Looy, Bischof von Gent
- Patrick Hoogmartens, Bischof von Hasselt
- Johan Bonny, Bischof von Antwerpen
- Lodewijk Aerts, Bischof von Brügge
- Pierre Warin, Bischof von Namur

- Jean Kockerols, Weihbischof in Mecheln-Brüssel
- Jean-Luc Hudsyn, Weihbischof in Mecheln-Brüssel
- Koenraad Vanhoutte, Weihbischof in Mecheln-Brüssel

- André-Joseph Léonard, emeritierter Erzbischof von Mecheln-Brüssel
- Albert Houssiau, emeritierter Bischof von Lüttich
- Arthur Luysterman, emeritierter Bischof von Gent
- Paul Van den Berghe, emeritierter Bischof von Antwerpen
- Jan De Bie, emeritierter Weihbischof in Mecheln-Brüssel
- Rémy Victor Vancottem, emeritierter Bischof von Namur

## Arbeitsweise
Innerhalb der belgischen Bischofskonferenz gibt es vier ständige bischöfliche Kommissionen und drei bischöfliche Komitees. Ihnen steht jeweils ein Bischof vor, zu Mitgliedern werden jeweils zwei bis drei Bischöfe gewählt, als weitere Mitglieder können Geistliche und Sachverständige aufgenommen werden. Des Weiteren verfügt die Bischofskonferenz über ein Koordinationskomitee. In ihm werden die Arbeiten für die Kommissionen und Komitees vorbereitet, des Weiteren werden auch interdiözesane Projekte beraten. Dieses Komitee wird vom Vorsitzenden der Bischofskonferenz geleitet.

### Die Kommissionen
- Kommission für Glaube und Kirche
- Kommission für die Evangelisation
- Kommission für die Diözesen
- Kommission „Gaudium et Spes“

### Komitees
- Komitee für Medien
- Komitee für administrative, juristische und Finanzfragen
- Komitee für Kontakte mit den öffentlichen Einrichtungen und regionalen Regierungen